# Anem x feina
Anem x feina (oficialment Associació Empresarial Independent de Catalunya) és una organització d'empreses catalana creada l'any 2019 impulsada per l'Assemblea Nacional Catalana (ANC).
L'associació va néixer d'entrada amb 500 empreses i forma part de la iniciativa Eines de País, amb delegacions a Sort, Manresa, Tortosa, Lleida, Girona, Tarragona, Barcelona i la Bisbal de Penedès. Els seus dos principals pilars de treball són l'independentisme i el consum de proximitat. Junt amb l'ANC va impulsar el 2020 la campanya «Prop de casa», una iniciativa per posar en contacte a consumidors amb autònoms, cooperatives i pimes.